# اچ‌ام‌اس دان‌ریون
اچ‌ام‌اس دان‌ریون (به انگلیسی: HMS Dunraven) یک زیردریایی بود. این زیردریایی در سال ۱۹۱۰ ساخته شد.